# Crucibulum monticulus
Crucibulum monticulus är en snäckart som beskrevs av S. S. Berry 1969. Crucibulum monticulus ingår i släktet Crucibulum och familjen toffelsnäckor. Inga underarter finns listade i Catalogue of Life.